# 龍山区 (ソウル特別市)

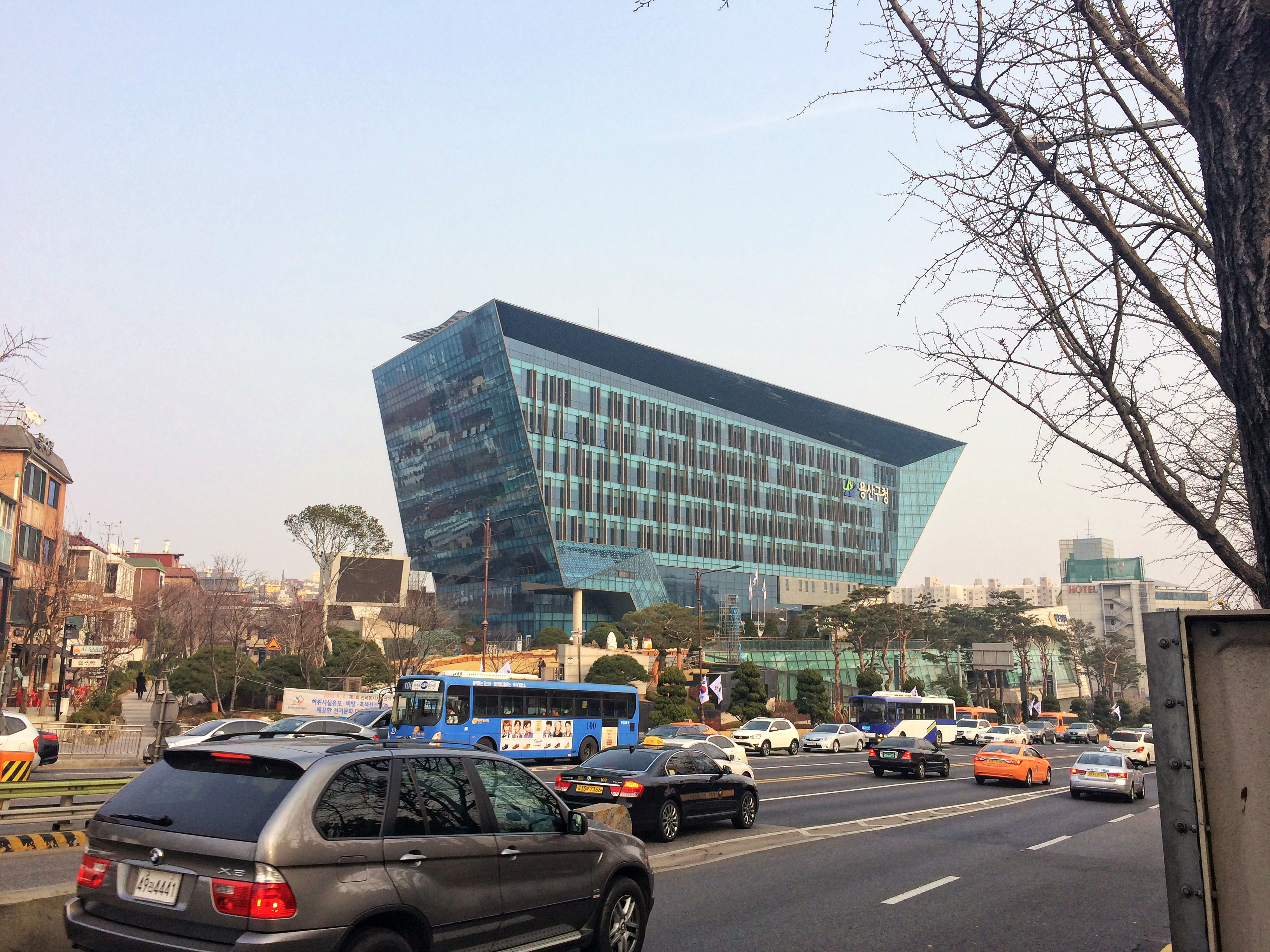
龍山区庁

龍山区（ヨンサンく、新字体: 竜山区、韓国語: 용산구、漢字: 龍山區）は、大韓民国ソウル特別市中央部、漢江北岸にある区。
ソウル駅や大統領の官邸である「龍山大統領室」が所在する。外国文化あふれる街「梨泰院」や、ソウルの秋葉原または日本橋と呼ばれる「龍山電子商街」がある。また北部にはNソウルタワーがあり韓国人の憩いの場となっている。

## 歴史
李氏朝鮮のころから漢城府（現在のソウル）の交易拠点として発展し、多くの商人が集まっていた。1884年には龍山港が開港し、韓国近代化のさきがけとなった。その後1896年に龍山区の前身となる龍山坊が誕生。1945年に龍山区が誕生した。
龍山には長年軍事基地が置かれてきた。1882年の壬午事変では朝鮮に介入した清国軍の駐留地となった。1904年には日露戦争に際して日本軍が龍山に兵営を置き、以後これが広大な龍山基地となった。1945年、太平洋戦争敗戦後は日本軍が撤退したかわりに米占領軍が龍山基地に駐留し、梨泰院(古い文献では「利泰里」という表記が多い)はこれに付随する基地の町となった。現在は龍山基地には在韓米軍司令部などがあるほか、1988年まで韓国軍陸軍本部があった場所に戦争記念館が開設されている。
- 1943年6月10日 京畿道京城府梨泰院町、三坂通、龍山町、練兵町、岡崎町、西氷庫町、東氷庫町、新契町、青葉町、元町、錦町、弥生町、京町、大島町、栄町、清水町、山手町、岩根町、桃花町、漢江通、麻浦町、二村町、龍江町、土亭町、大興町、塩里町の区域をもって、京畿道京城府龍山区を設置。
- 1944年11月1日 桃花町、麻浦町、龍江町、土亭町、大興町、塩里町を麻浦区へ分割。
- 1946年 区内の「町」を「洞」に改称。
- 1975年10月1日
  - 漢南洞の一部を中区に編入。
  - 中区から東子洞を編入。

## 行政区域

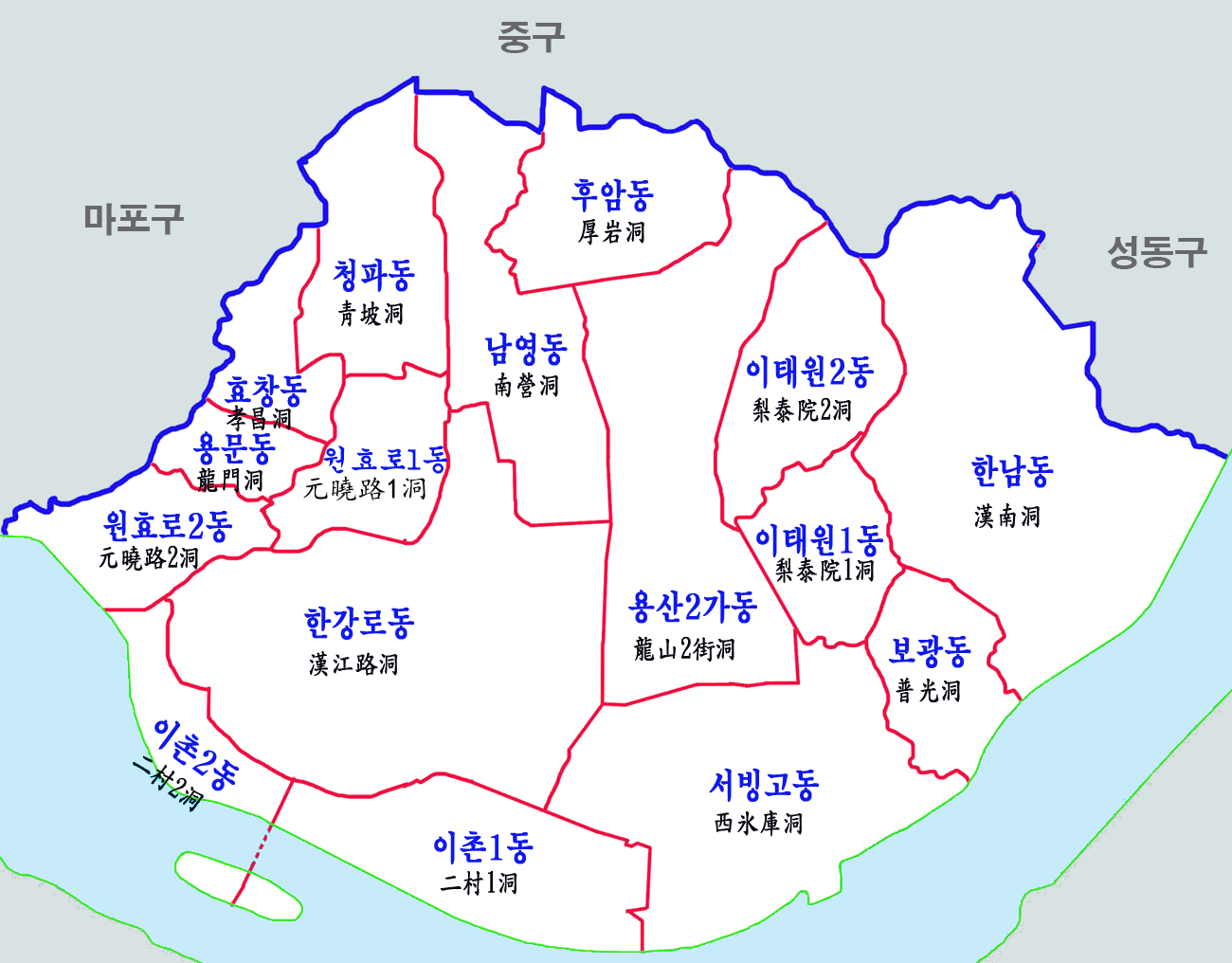
行政区域図

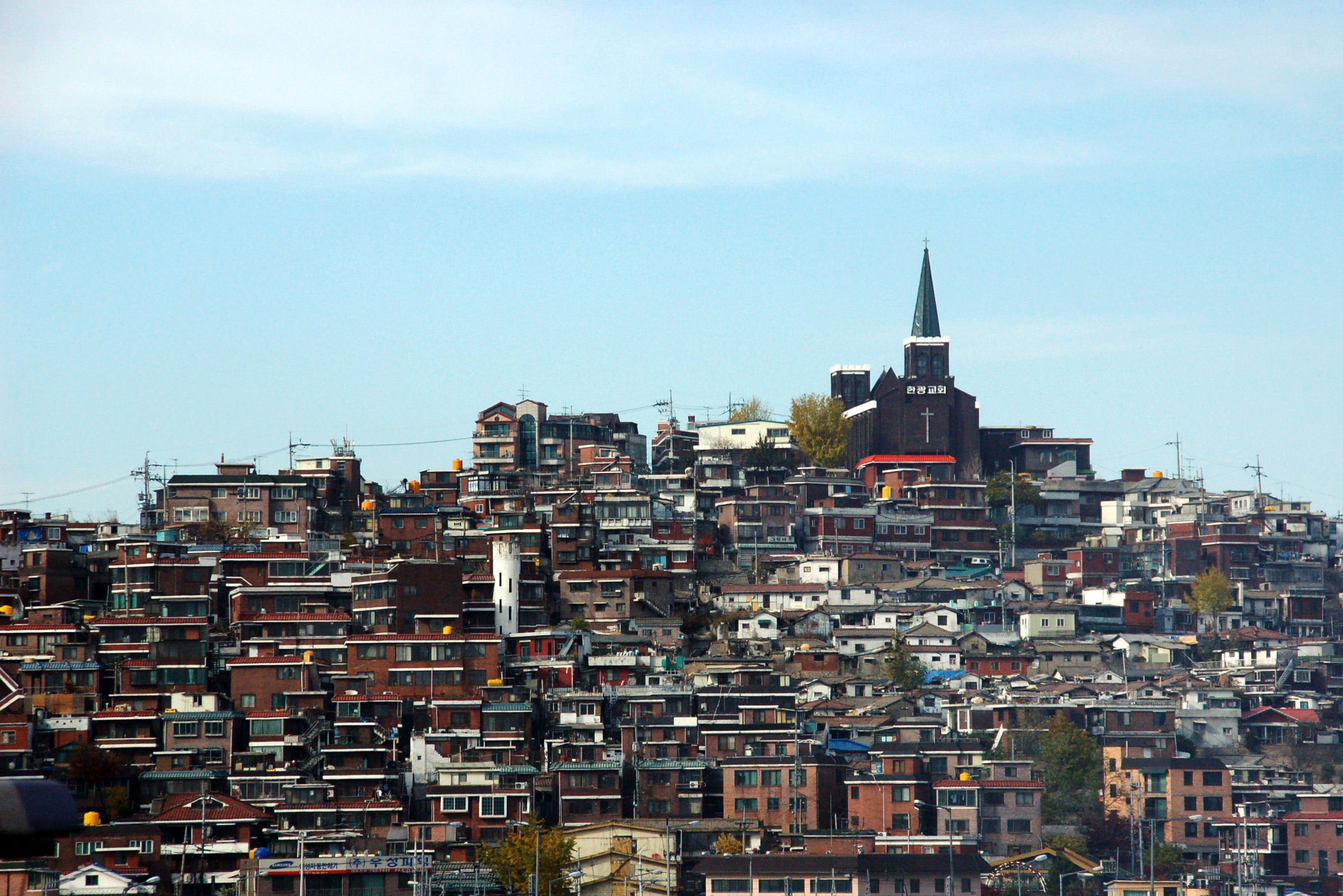
龍山区の丘と教会の風景

幾度かの洞の統合を経て、現在は16の洞が存在する。
| 行政洞                                | 法定洞                                                |
| ------------------------------------- | ----------------------------------------------------- |
| 厚岩洞（フアムドン）                  | 厚岩洞                                                |
| 龍山2街洞（ヨンサニガドン）           | 龍山洞2街、龍山洞4街                                  |
| 南営洞（ナミョンドン）                | 葛月洞、南営洞、龍山洞1街、東子洞                     |
| 青坡洞（チョンパドン）                | 西界洞、青坡洞1街、青坡洞2街、青坡洞3街               |
| 元暁路第1洞（ウォニョロジェイルトン） | 元暁路1街、元暁路2街、文培洞、新契洞                  |
| 元暁路第2洞（ウォニョロジェイドン）   | 新倉洞、山泉洞、清岩洞、元暁路3街、元暁路4街          |
| 孝昌洞（ヒョチャンドン）              | 孝昌洞                                                |
| 龍門洞（ヨンムンドン）                | 龍門洞、桃園洞                                        |
| 漢江路洞（ハンガンノドン）            | 漢江路1街、漢江路2街、龍山洞3街、龍山洞5街、漢江路3街 |
| 二村第1洞（イチョンジェイルトン）     | 二村洞                                                |
| 二村第2洞（イチョンジェイドン）       | 二村洞                                                |
| 梨泰院第1洞（イテウォンジェイルトン） | 梨泰院洞                                              |
| 梨泰院第2洞（イテウォンジェイドン）   | 梨泰院洞                                              |
| 漢南洞（ハンナムドン）                | 漢南洞                                                |
| 西氷庫洞（ソビンゴドン）              | 東氷庫洞、西氷庫洞、鋳城洞、龍山洞6街                 |
| 普光洞（ポグァンドン）                | 普光洞                                                |

## 行政
現在の区長は 朴熙英（パク・フィヨン）。

### 警察
- ソウル龍山警察署

## 教育

### 大学
- 檀国大学校（移転）
- 淑明女子大学校

### 高等学校
- 龍山高等学校

## 観光
- 南山
- ソウルタワー
- 梨泰院

## 交通

### 鉄道
- 韓国鉄道公社（KORAIL）
  - 京釜線・京釜電鉄線
    - ソウル駅[3] - 南営駅 - 龍山駅

  - 京義・中央線
    - 孝昌公園前駅 - 龍山駅 - 二村駅 - 西氷庫駅 - 漢南駅
- ソウル交通公社
  - 4号線
    - ソウル駅駅[3] - 淑大入口駅 - 三角地駅 - 新龍山駅 - 二村駅

  - 6号線
    - 孝昌公園前駅 - 三角地駅 - 緑莎坪駅 - 梨泰院駅 - 漢江鎮駅
- 空港鉄道
  - 仁川国際空港鉄道
    - ソウル駅[3]
- 首都圏広域急行鉄道
  - A路線
    - ソウル駅[3]

## 姉妹都市
- 西帰浦市（済州特別自治道）
- サクラメント（アメリカ合衆国カリフォルニア州）
- 宣武区（中華人民共和国北京市）
- クイニョン（ベトナムビンディン省）